# Capo Murro di Porco
Capo Murro di Porco è una punta sud-orientale della Sicilia orientale che si trova nel territorio del comune di Siracusa, più precisamente nella penisola della Maddalena, e delimita a settentrione il golfo di Noto. Il capo è dominato da un faro militare.

## Caratteristiche fisiche
Si erge su un'alta scogliera a strapiombo sul mare che offre una pittoresca veduta sul golfo sottostante, in cui avviene un fenomeno particolare e suggestivo, ossia degli spruzzi d'acqua molto simili ai geyser islandesi che fuoriescono da delle "marmitte", cioè delle fessure createsi sulla roccia con la continua infiltrazione dell'acqua marina.
Il tratto di mare di fronte Capo Murro di Porco fa parte dell'area marina protetta Plemmirio, mentre il capo medesimo rientra nel territorio della istituenda Riserva naturale orientata Capo Murro di Porco e Penisola della Maddalena.

## Storia
Durante la seconda guerra mondiale al largo di Capo Murro di Porco il sommergibile FR 111 era partito da Augusta, per una missione di trasporto di rifornimenti di viveri e materiali da consegnare all'isola di Lampedusa, in quel periodo rifornita solo da sottomarini a causa del predominio aereo alleato dei cieli.  Durante il viaggio il sottomarino ebbe un'avaria alle linee d'asse delle eliche, per cui dovette chiedere l'autorizzazione a rientrare alla base di Augusta. A causa dell'avaria dovette navigare in superficie, per cui venne avvistato e attaccato da tre cacciabombardieri alleati alle 14.45 del 28 febbraio 1943. Il battello mitragliato e colpito da bombe, gravemente danneggiato s'inabissò in breve tempo. Nell'affondamento persero la vita il comandante Celeste con altri quattro ufficiali e 18 fra sottufficiali e marinai.
Il 24 maggio 1941 a 10 miglia dal capo fu affondato il transatlantico italiano Conte Rosso, carico di truppe italiane.
Il complesso del faro è stato affidato in concessione dall'Agenzia del Demanio a imprenditori privati.

## Galleria d'immagini

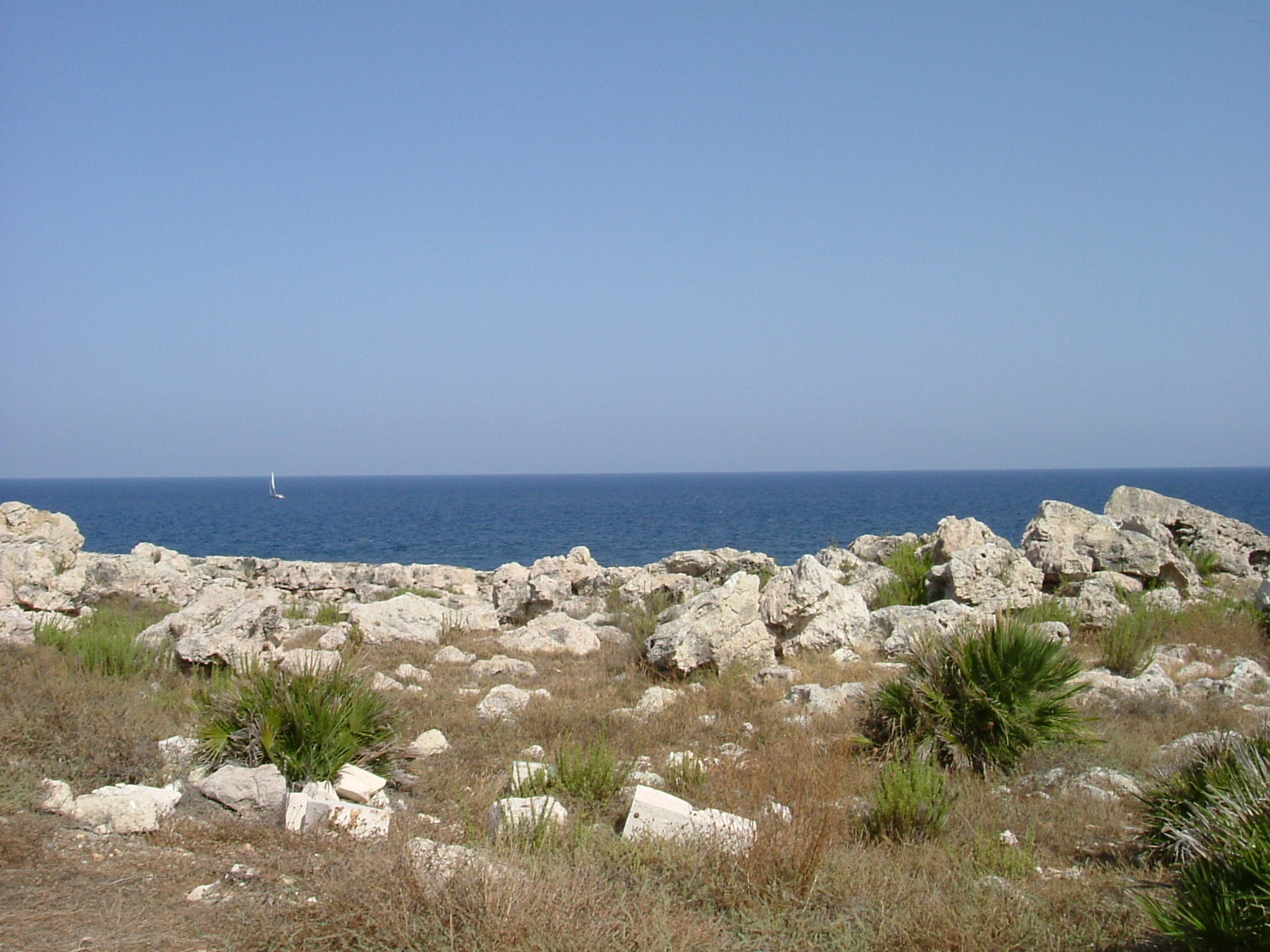
Panorama dal capo
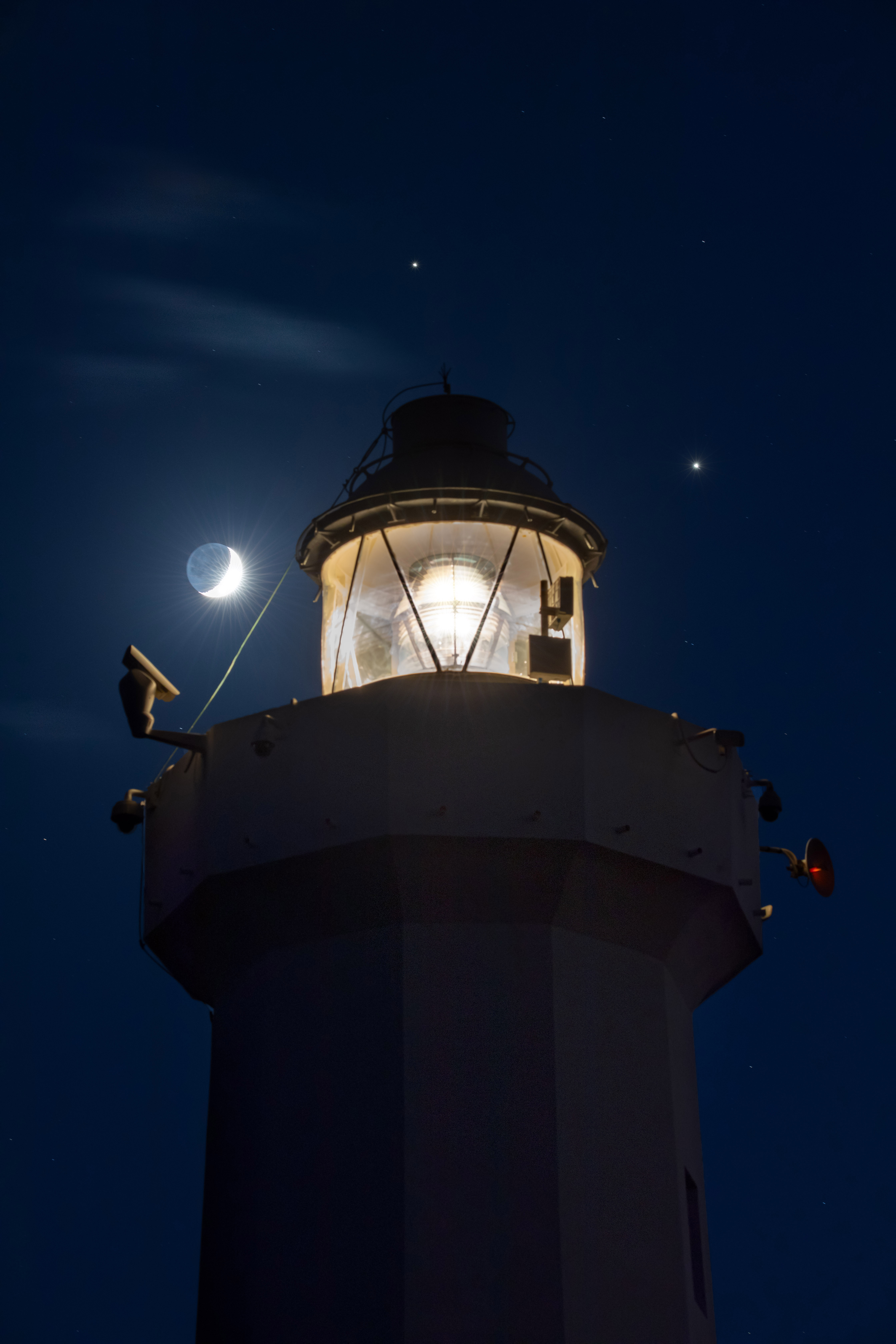
Il faro